# 曽木徹也

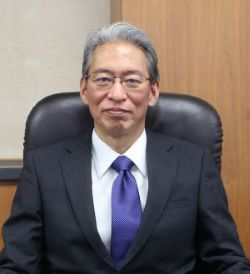
大阪高等検察庁検事長就任時に公開された肖像写真

曽木 徹也（そぎ てつや、1960年1月5日 - ）は、日本の検察官、法務官僚。大阪高等検察庁検事長。東京都出身。

## 人物
1984年早稲田大学法学部卒業。1986年横浜地方検察庁検事任官。
司法研修所教官、警察庁刑事局犯罪鑑識官、法務省保護局総務課長などを経て、2011年、関西圏で勤務経験がない初の大阪地方検察庁特別捜査部長。
2012年、東京高等検察庁刑事部長、2014年、甲府地方検察庁検事正、2016年、東京高等検察庁次席検事、2018年、最高検察庁公安部長、2019年東京地方検察庁検事正。
2020年、高松高等検察庁検事長。2021年、大阪高等検察庁検事長。2023年退官し、長島・大野・常松法律事務所顧問。同年6月、損害保険ジャパン社外監査役。